# 円応教
円応教（えんのうきょう）は、1948年（昭和23年）に日本で発祥した新宗教。教祖を深田 千代子（ふかた ちよこ）とし、その息子である深田長治（ふかた ちょうじ）により現在の宗教法人として設立された。文部科学省による宗教団体の分類においては諸教となっている。

## 歴史

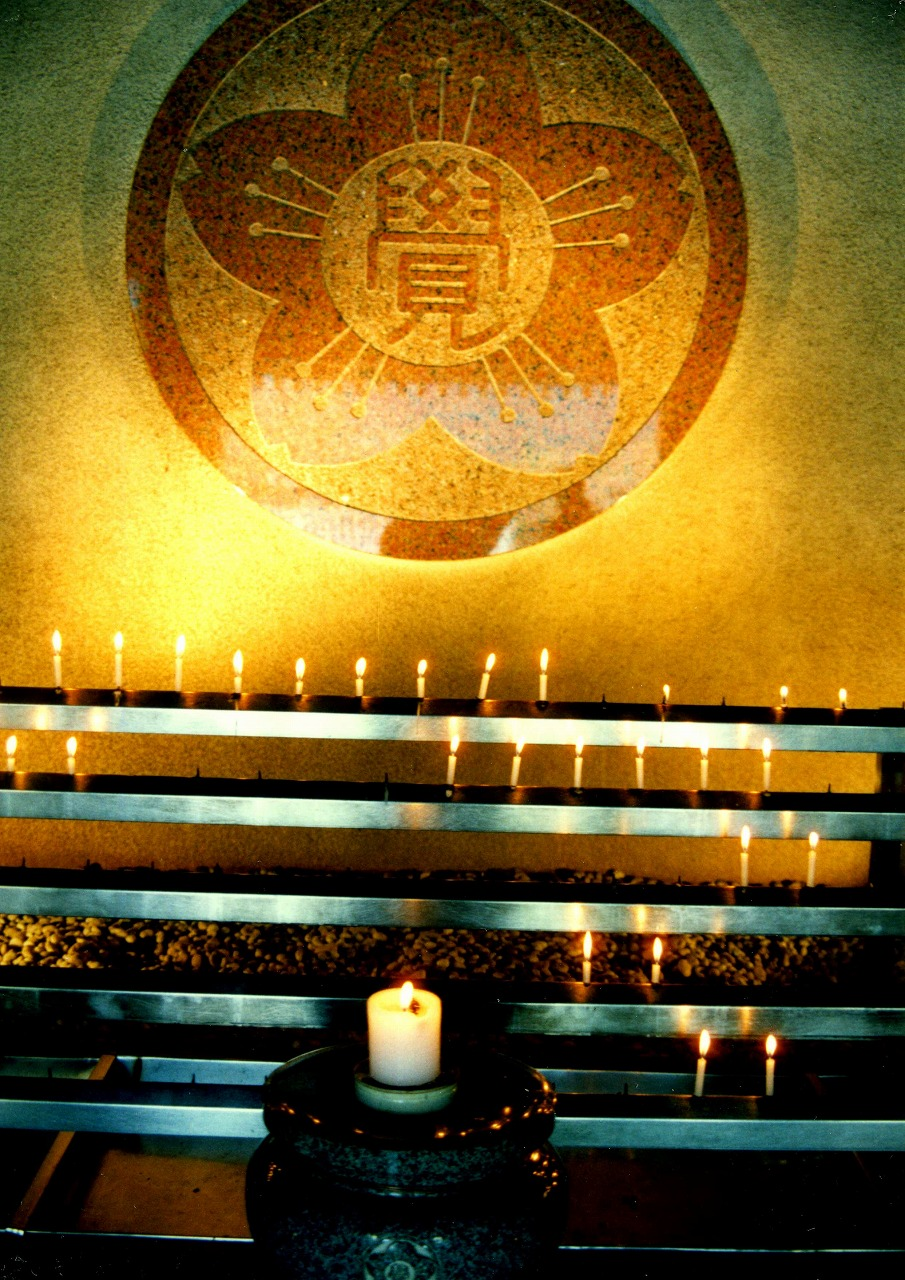
霊園事務所左手の照堂

兵庫県氷上郡小川村字井原（現・丹波市）に茶屋店主深田難吉・カルの長女として生まれた深田千代子（1887年(明治20年)10月3日 - 1925年（大正14年）1月6日）を教祖とする。千代子は1907年（明治40年）、笹倉三治と結婚し、翌年には長男の長治を儲けるも、同年、三治が旅先で金品を奪われ毒殺されるという不幸に見舞われ、1909年（明治42年）、長治を深田家に残し、村に巡業に来た旅役者の河合静雄と大阪市で再婚した。その後は静雄と大阪で暮らしていたが、1919年（大正8年）7月16日、数え年33歳の千代子は天啓を受け奇蹟霊験を現し、「神の使いしめに生まれ、世の中の道具になる」という教義の元に宗教活動を開始した（円応教ではこの日を立教の日と称する）。修法という霊導の道を遺し、39歳で死去（「ご昇天」と称する）した。千代子は「神様の言われた7年の行が終わった時、自分は死ぬ」と予言したという。教えは弟子により引き継がれ、1925年（大正14年）2月9日、千代子の法名「慈照院圓應智覺大姉（じしょういんえんのうちかくだいし）」より「円応」の二字を取って「円応法修会」が設立され、佐々木俊蔵が会長に就任。1931年2月6日には「円応修法会」と改称。深田家の菩提寺であった小川村の臨済宗妙心寺派霊雲寺の住職・林誠道が会長に就任した。これとは別に1933年、「円応報恩会」が設立され、伴仲実襄が会長に就任した。
「円応修法会」は霊雲寺に属したが、「円応報恩会」はいわゆる類似宗教ないしは宗教結社であり、戦前の宗教団体法下では独立した宗教団体の設立には至らなかった。1948年（昭和23年）6月10日、円応修法会・円応報恩会両会が合同して宗教法人令による宗教法人「円応教」を設立。小川村に本部を置き、尼崎市城内青年学校教頭を務めていた長治（1908年（明治41年3月25日 - 1976年（昭和51年）4月3日）を管長に迎えた。1951年4月の宗教法人法の施行を経て、1952年7月7日に同法に基づく宗教法人として認証された。管長を教主に改称し、長治が初代教主となった。長治は千代子の遺文をもとにした教典及び教義書籍を発刊、仮本殿建設等、本部の整備などを行った。1970年（昭和45年）10月6日、本部の本殿が落成。立教50周年記念。1976年（昭和51年）、長治が死去し（法名「圓通院天山宗覺居士」）、長男深田充啓（1937年（昭和12年）2月27日 - ）が二代教主となった。充啓は本部の整備充実を一層進めるとともに、教祖生誕百年祭の挙行と兵庫県内全県布教を推進。1986年（昭和61年）7月13日、本部に五法閣落成。教祖生誕百年祭記念を挙行。1991年には充啓の長女深田惠子（1968年（昭和43年）1月6日 - ）を教主後継者（「恵主」と称する）に定めた。1997年（平成9年）、惠子が円応青年会会長に就任した。1999年（平成11年）7月16日、立教80周年を迎えた。また充啓は1996年（平成8年）、新日本宗教団体連合会理事長に就任。1999年（平成11年）には日本宗教連盟理事長に就任。2004年（平成16年）には再び日本宗教連盟理事長に就任した。2018年（平成30年）7月、円応教立教百年祭挙行。

## 教義
天地同根、物心一如、万教一元、生活即宗教をうたい、「世の中の道具になる」の本義に基づき、個人の霊力の自覚と発現につとめ、教祖の霊導を信じて、個人の霊力の無限・崇高・偉大性を自覚反省懺悔する「修法」を行い、個人と社会との幸福なる生活を実現することを目的としている。教義の5項目として、まと・誠・愛・善・陰の行がある。
「まと」（「まとう様」）は信仰対象のことであり、その中心は大御親(生命の根源であり生成化育発展する宇宙生命)であるとする。何に祈ってもそれは「まと」であるから「大御親」に祈っていることになる、という典型的なシンクレティズムの観念による。また教祖慈照院圓應智覺大姉（深田千代子）を祀る。
円応教でいう修法とは、教祖によって考案された衆生の救済方法の一つである。この修法の中では、手の先をはじめとして身体全体に霊の感応が現れる身体的表現とともに布教師の口頭から発せられる言葉を「教文」といい、有意的懺悔、片言片句、半意識、無意識など多くがあり、また、現在意識・潜在意識を中心に歴史的潜在意識や霊的感応、阿頼耶識の発現により過去・現在・未来までが示現されるという。
教祖深田千代子の神懸りを起源とする宗教であり、祭壇や祭式は神道の色彩を帯びるが、後継者の一人林誠道が臨済宗の僧であったため、建築意匠は仏教のものをとっている。教義も千代子の死後林や長治によってまとめられたものであるため、仏教、特に禅宗の語彙を多く含む内容となっている。神仏一体として祀る、とされているため神仏混淆の宗教である。ただ祀っているものは神鏡のみで仏像・宝塔などはなく、神仏を並列してそれぞれ礼拝するという形態は取っていない。信者家庭においては教祖以外は信仰の対象を自由とし、敬神尊祖の教義に基づき、氏神と各家の先祖を祭り崇敬することを奨励しているという。

## 教勢
文化庁『宗教年鑑』令和6年版によると公称信者数は437,084人で、カトリック（418,101人）、金光教（353,142人）などを上回っている。教勢は兵庫県や大阪府を中心に西日本に広がっている。

## 年中行事
- 1月1日 元旦祭
- 1月6日 教祖祭（墓前祭、祥月祭）
- 2月27日 教主誕生祭
- 4月6日 春季大祭
- 7月15日 祖霊祭
- 7月16日 立教記念祭
- 8月6日 平和祈願祭
- 10月6日 秋季大祭
- 12月6日 感謝祭

上記は基本とする日程であり、行事によっては直近の日曜、祭日などに変更されることもある。
その他、毎月5日にお火たき祭、6日に例月祭（ただし最近は直前の日曜日に執り行うこともあるので要確認)。
2016年7月17日の感謝祭では、1800発の花火が打ち上げられた。

## 関連事業
- 本部内などの売店経営等は、株式会社「円応社」が行う[1]。

## 交通アクセス（本部）
- JR加古川線 久下村駅から徒歩20分（平日9往復、土・休日8往復と、列車本数が非常に少ない）。
- JR福知山線・加古川線 谷川駅からウエスト神姫（旧神姫グリーンバス）の路線バス・坂尻方面行き（柏原駅行等）で約7分、「円応教前」バス停下車。
  - 祭典時には、谷川駅より無料送迎バスが運行される（ウイング神姫の一般車両を使用し行先表示は「神姫」という表示をしている。また他社貸切観光バスが使用される場合もある）。